# Paolo Macedonio
Paolo Macedonio (Agrigento, 6 luglio 1973) è un attore e doppiatore italiano.

## Biografia
Esordisce in teatro nel 1995 in Maria Antonietta di Stefania Porrino, per lavorare poi nelle fiction Animali a sangue freddo di Francesco Apolloni (Rai 2, 1996) e La piovra 8 - Lo scandalo di Giacomo Battiato (Rai Uno, 1997).
Nel 2001 recita nel film Stregati dalla luna di Pino Ammendola e Nicola Pistoia e prende parte a numerosi spot pubblicitari firmati da noti registi come Riccardo Milani, Paolo Virzì e Gabriele Salvatores.
Nel 2002 torna a calcare le scene nella riduzione teatrale del film Amici miei di Mario Monicelli; l'attore e regista Giulio Base lo sceglie per il ruolo di Fratel Velardo nella quarta stagione della serie televisiva Don Matteo.
Dopo una fugace comparsa (2003) come imitatore nella trasmissione radiofonica di Fiorello e Marco Baldini Viva Radio 2, Paolo Macedonio concentra i propri impegni artistici in ambito teatrale recitando ancora con Nini Salerno e Pino Caruso nella commedia pirandelliana Tutto per bene di Gino Zampieri (2004), regista che l'anno successivo lo vuole nei suoi Dirty time of dancing, show musicale con la ballerina Julia Smith, e Nei panni di una bionda, allestimento teatrale dell'omonimo film, accanto ad Alba Parietti ed Ennio Coltorti. Seguono nel 2006 il ruolo di Zicchinetta nella riduzione per il teatro del romanzo di Leonardo Sciascia Il giorno della civetta, firmata da Fabrizio Catalano Sciascia, nipote dello scrittore, e quello di spalla comica per Chiara Noschese nella frizzante commedia Sabato Notte... scanzonato italiano di Roberto Cavosi.
Il ritorno negli studi televisivi lo vede interpretare il ruolo dell'agente di polizia Roberto Piccolo nella seconda e terza stagione della serie Provaci ancora prof!. Nel 2007 ha anche impersonato Gino nella puntata pilota della serie Life Trainer del regista Nicola De Angelis. Per il cinema, dopo una breve apparizione in Come le formiche di Ilaria Borrelli (2006), è stato il mercenario Salvim agli ordini di Diego Abatantuono nel film 2061 - Un anno eccezionale di Carlo Vanzina (2007).
Nel 2009 porta in scena il proprio spettacolo Un fulmine a ciel sereno e nel 2010 interpreta con Alessia Cacciotti la commedia romantica Frankie and Johnny per sempre... malgrado tutto, che il regista Pino Insegno ha tratto dal film Paura d'amare.
Nel 2022 interpreta Gambero rosso nella serie The Bad Guy, diretta da Giancarlo Fontana e Giuseppe G. Stasi.

## Filmografia

### Cinema
- Stregati dalla luna, regia di Pino Ammendola e Nicola Pistoia (2001)
- 2061 - Un anno eccezionale, regia di Carlo Vanzina (2007)

### Televisione
- La piovra 8 - Lo scandalo, regia di Giacomo Battiato – miniserie TV, puntate 1-2 (1997)
- Don Matteo – serie TV, episodio 4x02 (2004)
- Provaci ancora prof! – serie TV, 7 episodi (2007-2008)
- Squadra antimafia - Palermo oggi – serie TV, episodi 4x01-4x02 (2012)
- The Bad Guy – serie TV, episodio 1x03 (2022)
- M - Il figlio del secolo, regia di Joe Wright – miniserie TV, puntata 5 (2025)

## Doppiaggio

### Film
- Logan Marshall-Green in Spider-Man: Homecoming
- Guillaume Gallienne in Tutto sua madre
- Samrat Chakrabarti in Gangor
- Sam Riley in On the Road
- Ben Foster in Giovani ribelli - Kill Your Darlings
- Vincent Piazza in The Intervention
- Milan Peschel in The Palace
- Pasha D. Lychnikoff in Mission: Impossible - The Final Reckoning

### Serie televisive
- Kai Schumann ne Il commissario Heldt[5]
- Vincent Spano ne L'onore e il rispetto

### Animazione
- Spank in Le pene d’amore di Spank
- Shellington in Octonauts - Gli esploratori del mare
- Markowski in Ralph Spaccatutto
- Nonno di Meena in Sing
- Spelaccio in Pets - Vita da animali
- Gustavo in Coco
- Signor Tod in Peter Rabbit[6]
- Voce addizionale in Onimusha
- Phuddle in Mia and Me (st.4)